# Орден Республики (Тунис)
Орден Республики — государственная награда Республики Тунис.

## История
Орден был учреждён 16 марта 1959 года в ознаменование провозглашения первой Конституции Республики Тунис.
Орден вручался в пяти степенях за гражданские и военные заслуги в создании Республики Тунис, её становлении и развитии.
Орден вручался от имени Президента Туниса, его распоряжением, как гроссмейстером ордена.

## Степени
- Кавалер Большой ленты
- Гранд-офицер
- Командор
- Офицер
- Рыцарь

## Описание
Орден имел два типа знаков.

### Тип 1
С 1959 по 1967 годы знак ордена имел следующий вид:
Знак ордена представлял собой золотую пятиконечную звезду белой эмали с небольшими золотыми треугольными штралами между лучей с основанием красной эмали. В центре знака круглый золотой медальон с каймой белой эмали. В центре медальона профиль первого Президента Туниса Хабиба Бугриба. Внизу каймы надпись на арабском языке.
При помощи кольца знак ордена крепится к орденской ленте.
Звезда ордена схожа со знаком, за исключением штралов между лучами звезды — они приобрели вид пламенеющих языков.
 Лента ордена белого цвета широкими жёлтыми полосками по краям, в центре которых две тонкие красные полоски.

### Тип 2

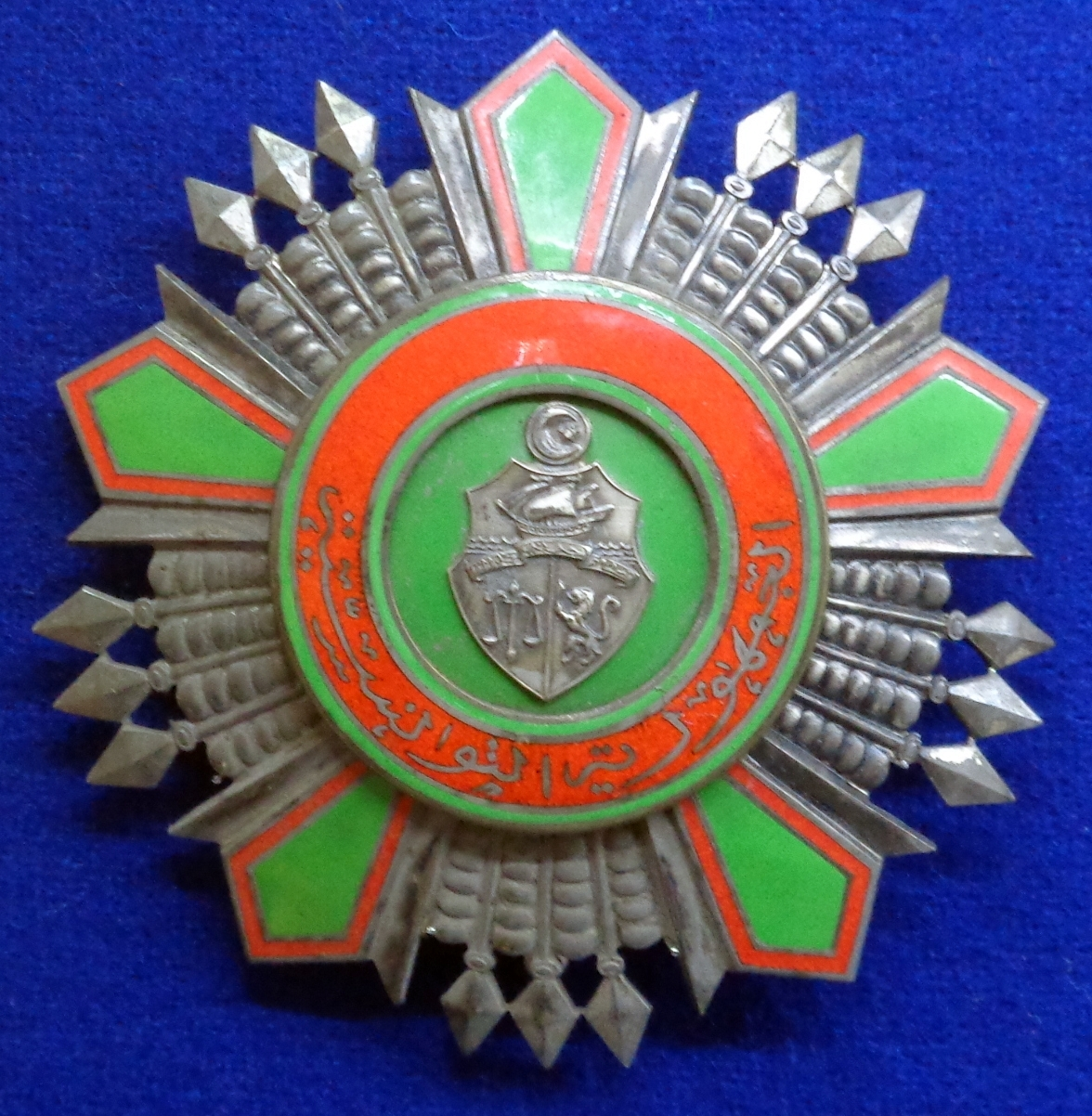
Звезда ордена 2 типа

В 1967 году знак ордена претерпел кардинальное изменение.
Знак ордена представляет собой пятиконечную звезду зелёной эмали с красной каймой, между лучей которой по три наконечника копья в ряд с шариками в основании. В центре звезды круглый медальон зелёной эмали с каймой красной эмали с зелёным кантом. В центре медальона государственный герб Республики Тунис. Внизу каймы надпись на арабском языке.
При помощи кольца знак ордена крепится к орденской ленте.
Звезда ордена аналогична знаку.
 Орденская лента зелёного цвета с двумя красными полосками, отстающими от края.